# Индустријска зона Вја дел Лаворо (Болоња)
Индустријска зона Вја дел Лаворо (итал. Zona Industriale Via del Lavoro) је насеље у Италији у округу Болоња, региону Емилија-Ромања.
Према процени из 2011. у насељу је живело 184 становника. Насеље се налази на надморској висини од 62 м.